# Zahir (powieść)
Zahir jest powieścią Paula Coelho, współczesnego brazylijskiego pisarza. Coelho pisał książkę podczas swojej własnej wędrówki po świecie, w 2004 roku. Poszczególne części tejże pozycji powstawały kolejno w Paryżu, w Saint-Martin, w Madrycie, Barcelonie, Amsterdamie oraz na kazachstańskich stepach.
Zahir składa się z czterech części:
- Jestem wolny,
- Pytanie Hansa,
- Nić Ariadny,
- Powrót do Itaki.

Na pierwszych stronach książki znajdujemy informacje dotyczące znaczenia słowa zahir- Według Jorge Luisa Borgesa pojęcie Zahira wywodzi się z tradycji islamskiej i sięga XVIII wieku. Zahir w języku arabskim znaczy: widoczny, obecny, niemogący ujść uwagi. Może to być istota lub przedmiot. Gdy napotkamy go na swej drodze zajmuje stopniowo cały nasz umysł, aż do momentu, kiedy nie jesteśmy już w stanie myśleć o niczym innym. Może to być postrzegane jako oznaka świętości lub szaleństwa.